# Riemersdorf
Der Weiler Riemersdorf ist ein Gemeindeteil der Gemeinde Konzell im niederbayerischen Landkreis Straubing-Bogen.
Er liegt drei Kilometer südlich des Hauptorts Konzell am Fuß des Blumerberges. Die Erschließung erfolgt durch zwei Stichstraßen, die von der Straße zwischen Pirkmühl und Denkzell südlich und nördlich abzweigen.